# Journal Kyaw Ma Ma Lay
Journal Kyaw Ma Ma Lay (1917 - 1982) a fost o prozatoare birmană, considerată cea mai mare scriitoare din țară din secolul XX.
A scris romane de critică socială, prezentând destine feminine aflate în luptă cu mentalități învechite și prin care își exprimă simpatia pentru cei defavorizați.

## Scrieri
- 1943: Ea ("Thuma")
- 1951: Inimă și minte ("Seit")
- 1955: Nu pentru că te urăsc ("Monyway ma hu")
- 1963: Când chibzuiești temeinic ("Tway ta seinsein").

1. ↑  Autoritatea BnF, accesat în 26 martie 2017